# Алексей Дума
Алексей Христов Дума (на македонска литературна норма: Алексеј Дума) е виден съдебен лекар, педиатър от Северна Македония.

## Биография
Роден е в 1948 година в Битоля, тогава във Федеративна народна република Югославия в семейството на лекаря Христо Дума. Завършва медицина в Скопския университет в 1973 година. В 1986 година защитава докторат на тема хуманната серумна холинестераза от криминалистичен аспект. От 1988 година е директор на Института за съдебна медицина и криминалистика и шеф на катедрата. Председател е на Лекарската камара на Македония в 1992 година. Преподава в Скопския университет. Гостуващ професор е в Колумбия, Ню Йорк. Автор на над 130 труда. Член е на Интернационалната асоциация за съдебна медицина.